# Hermann Röhn

Hermann Röhn

Hermann Gustav Philip Röhn (* 21. Dezember 1902 in Heidelberg; † 14. August 1946 im Fort Ney nördlich von Straßburg) war ein deutscher Politiker (NSDAP).

## Leben
Nach dem Besuch der Volksschule, der Oberrealschule und der Handelsschule absolvierte Hermann Röhn von 1920 bis 1922 eine kaufmännische Lehre. Vom 25. Oktober 1922 bis zum 31. Dezember 1924 gehörte er dem 21. Infanterieregiment der Reichswehr an. Seinen Lebensunterhalt verdiente er zunächst als Versicherungsbeamter; von 1925 bis 1933 arbeitete er in der Zinngießerei seiner Eltern.
Im Mai 1922 trat Röhn in die NSDAP-Ortsgruppe in Mannheim ein. Nach dem NSDAP-Verbot trat er der Partei zum 17. Februar 1926 erneut bei (Mitgliedsnummer 30.307) und baute die NSDAP in Heidelberg auf. Zugleich war er bis 1929 Führer der dortigen Sturmabteilung (SA), die anfänglich als Schlageter-Bund getarnt organisiert wurde. 1929 wurde Röhn NSDAP-Geschäftsführer für Heidelberg; ab 1931 war er der dortige Kreisleiter. Von 1930 bis 1933 gehörte er dem Heidelberger Gemeinderat an.
Nach der Machtübertragung an die Nationalsozialisten war Röhn bis zur Auflösung 1933 Mitglied des Badischen Landtages. Anschließend saß er von November 1933 bis zum Ende der NS-Herrschaft im Frühjahr 1945 als Abgeordneter für den Wahlkreis 32 (Baden) im nationalsozialistischen Reichstag. In der NSDAP wurde er im Frühjahr 1933 Stabsleiter der Gauleitung in Baden. Ab 1934 war er stellvertretender Gauleiter des Gaus Baden, dem nach der Besetzung Frankreichs ab 1940 auch das Elsass angeschlossen wurde.
Nach dem Zweiten Weltkrieg wurde Röhn wegen seiner Beteiligung an der deutschen Germanisierungspolitik im Elsass im April 1946 vor ein französisches Kriegsgericht in Straßburg gestellt. Dieses verurteilte ihn am 3. Mai 1946 zusammen mit Robert Wagner, Walter Gädeke und Adolf Schuppel zum Tod. Röhn wurde, wie die übrigen Angeklagten, nach erfolgloser Berufung am 14. August 1946 in Fort Ney bei Straßburg erschossen.